# 拉克鲁瓦西耶 (塔恩省)
拉克鲁瓦西耶（法語：Lacroisille，法語發音：[lakʁwazij]）是法国奧克西塔尼大區塔恩省的一个市镇，位于该省西南部，属于卡斯特尔区。

## 地理
拉克鲁瓦西耶（43°35'1"N, 1°55'49"E）面积6.67 平方千米，位于法国奧克西塔尼大區塔恩省，该省份为法国南部内陆省份，北起顺时针与阿韦龙省、埃罗省、奥德省、上加龙省和塔恩-加龙省接壤。
与拉克鲁瓦西耶接壤的市镇（或旧市镇、城区）包括：阿尔冈、阿佩勒、贝特尔、屈克图尔扎、马格兰、皮洛朗斯。

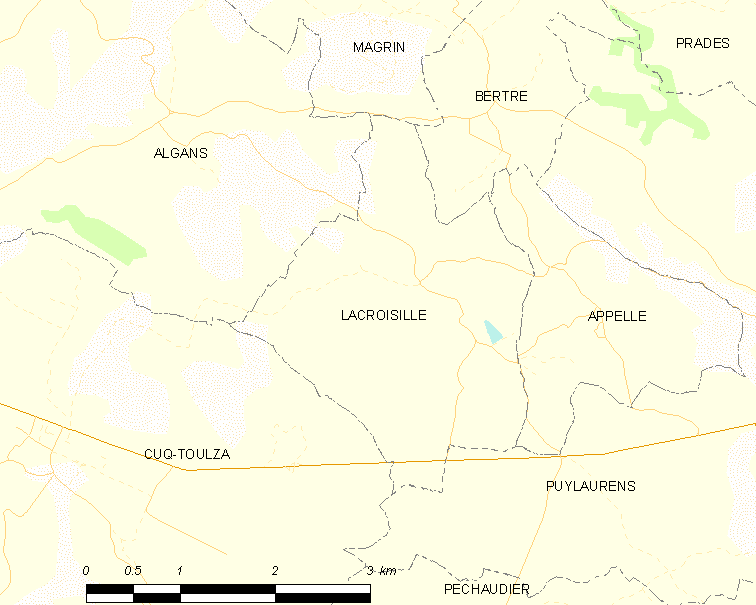
的OSM定位图

拉克鲁瓦西耶的时区为UTC+01:00、UTC+02:00（夏令时）。

## 行政
拉克鲁瓦西耶的邮政编码为81470，INSEE市镇编码为81127。

## 政治
拉克鲁瓦西耶所属的省级选区为拉沃尔-科卡涅县。

## 人口

1962-2008年间人口变化图示

拉克鲁瓦西耶于2022年1月1日时的人口数量为100人。